# Slabinja
Slabinja falu Horvátországban Sziszek-Monoszló megyében. Közigazgatásilag Hrvatska Dubicához tartozik.

## Fekvése
Sziszektől légvonalban 39, közúton 55 km-re délkeletre, községközpontjától 10 km-re nyugatra a Báni végvidéken az Una bal partján, a Hrvatska Kostajnicáról Hrvatska Dubicára vetező 47-es számú főút mentén, Rosulje és Baćin között fekszik.

## Története
A történelem előtti időben ezen a területen az illírek egyik törzse a japodok éltek. Az ő településük állhatott a község határában a falutól északra fekvő Gradina nevű szőlőhegyen. A rómaiak az i. e. 1. században hódították meg ezt a vidéket. A meghódított területen megkezdődött az utak építése. Az illír területen két főutat építettek. Az egyik Salonából Sisciába, a másik Salonából Sirmiumba vezetett. Az utóbbi út a mai Slabinja közelében haladt el, melyet a Slabinja és Baćin között megtalált római mérföldkő is bizonyít. A község területén összesen öt ilyen mérföldkő került elő.
A horvátok ősei a 7. században telepedtek meg ezen a vidéken, mely a 10. században alapított Horvát Királyság része volt. 1097-ben a Petrova gora hegységben vívott csatában győzte le Könyves Kálmán serege Svačić Pétert az utolsó horvát királyt, majd a Kálmán király és a horvát nemesség közötti megállapodás a „pacta conventa” értelmében 1102-ben Horvátország részeként ez a terület is a Magyar Királyság része lett. A középkorban a község területe a dubicai zsupánsághoz tartozott, első ismert birtokosai a Babonićok voltak. A település neve 1334-ben bukkan fel először írásos forrásban, amikor egyházát „eccelesie de sancte trinitatis de Zoabina” alakban említik a főesperesség plébániáinak összeírásában.  
E vidéket 1461-ben támadta először a török. 1483-ban a közeli Dubicánál győzte le Frangepán Bernardin serege a törököt. 1513ban a török ismét megtámadta a határvidéket és elfoglalta Dubicát, de augusztus 16-án Dubica mellett az Una és a Száva közötti mezőn Beriszló Péter horvát bán aratott nagy győzelmet felettük. A csatában mintegy kétezer török harcos, köztük négy rangos tiszt esett el, az ötödik pedig rabságba esett. A zsákmányt a bán Ulászló királynak küldte el. A velencei-török háború során 1538-ban a falu területe újra a törököké lett és egészen 1685-ig török kézen volt. A török uralom idején a banjalukai szandzsák része. 
A törökellenes felszabadító harcok keretében Erdődy Miklós horvát bán 1685-ben adta ki a parancsot a töröknek az Una folyóig történő visszaszorítására. Ennek során foglalták vissza a térséget a császári erők. A kialakult erőviszonyokat az 1699-es karlócai béke szentesítette, ezzel a határ hivatalosan is az Una folyóhoz került vissza. A térségbe már 1687-től megkezdődött a keresztény lakosság betelepítése. A korabeli dokumentumok szerint Erdődy megkérte Borković zágrábi püspököt, hogy bovići és kirini birtokairól szerbeket telepítsen ide. Valamivel később 1693-ban Erdődy Ferenc petrinyai gróf Drasković Pétert tette meg a slabinja környéki települések urának. A Banovina déli részén, Blinja környékén a Keglević családnak is jelentős birtokai voltak. Emiatt állandó összetűzésben álltak a boszniai törökökkel. A védelmet szolgáló erők erősítésére Keglević előbb Petrinya környékén, majd Krivajnál és Sunjánál is nagy számú pravoszláv népességet telepített le. A török elleni védelmet szolgálták az Una mentén épített őrtornyok, melyekből több is Slabinja területére esett, az egyik pedig a templom közelében állt. 
1703-ban Lipót császár az egész Una és Kulpa közötti térséget a bán katonai parancsnoksága alá rendelte, ezzel létrejött a Báni végvidék (horvátul Banija, vagy Banovina). A 18. században két nagy törökellenes háború is dúlt 1716 és 1718, illetve 1737 és 1739 között. Az elsőben a császári hadak felszabadították Észak-Boszniát és Szerbiát, de a másodikban újra elveszítették ezeket a területeket. 1718 és 1871, a katonai közigazgatás megszüntetése között katonai irányítás alatt állt. 1742-ben a török ismét betört az Unamentére végigpusztítva azt. 1749-ben a Báni végvidéket átszervezték, két ezredre, a glinaira és a kostajnicaira osztották fel. A falu 1774-ben az első katonai felmérés térképén „Dorf Szlabina” néven szerepel. Ezen találjuk a falu régi templomát is, amely akkor még Illés próféta tiszteletére volt szentelve. A ma is látható templomot 1828-ban építették. A település 1809 és 1813 között francia uralom alatt állt. A katonai közigazgatás megszüntetése után Zágráb vármegye Kostajnicai járásának része volt. 1857-ben 609, 1910-ben 962 lakosa volt. 
1918-ban az új szerb-horvát-szlovén állam, majd később Jugoszlávia része lett. Különösen nehéz időszakot élt át a község lakossága a II. világháború alatt. 1941-ben a németbarát Független Horvát Állam része lett. A szerb lakosság egy része küzdött az usztasák ellen, akik bosszúból az egész falut felégették. A lakosság nagy részét a jasenovaci koncentrációs táborba hurcolták, ahol több százan elpusztultak. A háború után a lakosság főként mezőgazdasággal és állattartással foglalkozott. A fiatalok a közeli városok ipari üzemeibe mentek dolgozni. 1991-ben a háború előtt lakosságának 88%-a szerb nemzetiségű volt. 1991-ben szerb lakossága a jugoszláv hadsereghez csatlakozott és csekély számú a horvát lakosságnak menekülnie kellett. 1995. augusztus 5-én a Vihar hadművelet elején szabadították fel a horvát erők. A szerb lakosság nagy része elmenekült. A településnek 2011-ben 348 lakosa volt.

## Népesség
| Lakosság változása | Lakosság változása | Lakosság változása | Lakosság változása | Lakosság változása | Lakosság változása | Lakosság változása | Lakosság változása | Lakosság változása | Lakosság változása | Lakosság változása | Lakosság változása | Lakosság változása | Lakosság változása | Lakosság változása | Lakosság változása |
| ------------------ | ------------------ | ------------------ | ------------------ | ------------------ | ------------------ | ------------------ | ------------------ | ------------------ | ------------------ | ------------------ | ------------------ | ------------------ | ------------------ | ------------------ | ------------------ |
| 1857               | 1869               | 1880               | 1890               | 1900               | 1910               | 1921               | 1931               | 1948               | 1953               | 1961               | 1971               | 1981               | 1991               | 2001               | 2011               |
| 609                | 635                | 671                | 794                | 877                | 962                | 880                | 937                | 495                | 563                | 590                | 520                | 490                | 523                | 317                | 348                |

## Nevezetességei
- Szent Paraskeva tiszteletére szentelt pravoszláv parochiális temploma 1828-ban épült. A templom a falu központjában, az út déli oldalán áll. 1944-ben az usztasák aknákkal felrobbantották. Súlyosan megsérült a tetőzet, a boltozat és a belső tér. A háború után nem építették újjá, így állapota tovább romlott. Az újjáépítés 1970-ben kezdődött, de a tetőzet már sohasem készült el. A két bejárat nyugatról és északról nyílik, de a templom belsejébe ma sem lehet bejutni. A falak a koszorú magasságáig állnak. A nyugati főbejárat felett a torony csonkja látható.

- Az iskola épülete közelében áll a nemzeti felszabadító háború hőseinek és az usztasa terror áldozatainak 15 méter magas emlékműve, melyet 1981-ben állítottak.

## Gazdaság
A helyiek fő megélhetési alapja a mezőgazdaság és az állattartás, de a fiatalok többnyire a közeli városokban dolgoznak.